# Яґодне (Вармінсько-Мазурське воєводство)
Яґодне (пол. Jagodne, нім. Jegodnen, 1938-45: Balkfelde) — село в Польщі, у гміні Піш Піського повіту Вармінсько-Мазурського воєводства.
Населення — 280 осіб (2011).
У 1975-1998 роках село належало до Сувальського воєводства.

## Демографія
Демографічна структура станом на 31 березня 2011 року:
|          | Загалом | Допрацездатний вік | Працездатний вік | Постпрацездатний вік |
| -------- | ------- | ------------------ | ---------------- | -------------------- |
| Чоловіки | 148     | 51                 | 84               | 13                   |
| Жінки    | 132     | 38                 | 78               | 16                   |
| Разом    | 280     | 89                 | 162              | 29                   |